# Educació per a la pau
L'Educació per a la pau és un corrent per fomentar el pacifisme i a la resolució dels conflictes a través de l'acció a l'escola i a la societat (mitjançant les ONG i les seves campanyes). Aquest corrent vol ensenyar habilitats socials i tècniques de mediació i expressió. A més a més, preten que els mitjans de comunicació no siguin propagadors de les guerres i conflictes d'arreu del món.
Es pot entendre l'educació per a la pau com un procés dinàmic, permanent i continu, basat en els conceptes de pau positiva i en la perspectiva creativa del conflicte, i que, a través de l'aplicació d'enfocaments socio-afectius i problematitzadors, pretén desenvolupar la cultura de la pau, com una nova cultura, que ajudi a les persones a observar críticament la realitat situant-s'hi enfront i actuar en conseqüència. 
En l'Educació per a la pau la coherència entre els ítems i continguts i els procediments emprats i les estructures són primordials:
- Actitud: l 'actitud de l'educador/a i de l'educand han de ajustar-se amb els valors que es volen comunicar: l'educador/a ha de practicar el no autoritarisme, l'equitat, mentre que l'educand ha de proposar una actitud participativa, crítica i propositiva.
- Metodologia: es treballa amb la metodologia socioafectiva, a partir de la vivència individual i els sentiments que aquesta ens produeix, per al cap i a la fi poder arribar a una reflexió i inclús en una transformació.
- Estructures: és primordial que l'establiment de les normes de relació entre les persones d'un col·lectiu siguin conegudes i acceptades. Per tant, requereix que aquestes hagin sigut debatudes i consensuades.
- Continguts: alguns dels ítems de l'educació per a la pau són: l'educació per al desarmament, l'educació per als drets humans i l'educació intercultural.

Els valors que intenta transmetre són la pau, el respecte i la confiança cap a l'altre i l'enteniment mutu. Un element íntimament relacionat seria l'Educació en drets humans.
El Dia Escolar de la No-violència i la Pau (DENIP), fundat l'any 1964, és una iniciativa pionera promotora de l'educació permanent per a la pau i la no-violència, a nivell nacional i internacional.
Tanmateix, el 21 de setembre, des del 1981, té lloc la celebració del Dia internacional de la pau.

## Característiques
La característica principal de l'educació per la pau és ensenyar a viure d'una manera no-violenta i pacífica. Ens ajuda a afrontar els conflictes a partir d'uns valors indispensables com la justícia social, la igualtat, la cooperació, la solidaritat i el respecte. Hi han una sèrie de competències bàsiques que s'han de treballar amb l'alumnat per tal de retransmetre els valors pacífics que ens dona l'educació per la pau:
1. Social: respecte als drets humans, a la cohesió social, a la cooperació, al medi ambient i al desenvolupament sostenible.
2. Iniciativa personal: consisteix en adquirir habilitats personals com l'autoestima i l'autoconeixement i a l'autogestió dels conflictes. Això fomenta a tenir unes decisions constructives i pacífiques. També està relacionat amb elpropi cos: la cura de la salut i realitzar hàbits saludables.
3. Comunicació lingüística: aprendre a viure amb pau saber escoltar i saber dialogar gràcies al respecte per totes aquelles cultures diferents a les seves.
4. Aprendre a aprendre: desperta l'esperit crític, ensenya a pensar o a reflexionar sense utilitzar la violència.
5. Interacció amb el món físic: despertar l'esperit crític a l'hora de veure el món actual com la gran explotació dels recursos naturals o dels desastres ecològics.
6. Matemàtiques: gràcies a les competències lògico-matemàtiques poden fer raonaments crítics que es poden aplicar per resoldre conflictes habituals.
7. Tractar amb conflictes: aprendre estratègies per al diàleg i la negociació per tal de saber resoldre els conflictes i així poder viure amb pau. També es traca d'aprendre a analitzar els diferents conflictes i quines són les metodologies més adients per solucionar-les en cada cas. S'ha de fer veure que les guerres i la violència són vies inadequades per a la solució dels conflictes.[3][4]

## Valors
Els valors en conjunt amb les creences són directrius a nivell personal dels quals s'originen els comportaments, objectius, metes... de l'ésser humà. Són una guia que es segueix per poder viure una vida pròpia. Els valors que es tenen a escala individual guien de forma clara la vida de cada persona. Li donen direcció i sentit.
L'educació en valors és l'esforç i la constància que ajuda als educands a assolir aquelles qualitats de la seva personalitat que s'anhelen ens els diferents àmbits del desenvolupament humà, i particularment aquelles que concorden amb l'ús responsable de la seva llibertat.
Els valors fonamentals són la vida, la veritat, la justícia, la llibertat, la solidaritat i la fraternitat.
La pau ajunta tots els valors esmentats anteriorment i, per tant, és notablement el valor més universal. Tradicionalment és un dels valors més reconeguts i defensats per la majoria de la societat.
L'educació per a la pau intenta transmetre uns certs valors que són la pau, el respecte i la confiança cap a l'altre persona.
1. Pau: és l'estat en què una societat gaudeix de justícia, llibertat i igualtat social, i no es troba ni en un estat de violència ni en guerra.
2. Respecte: és un valor ètic o moral que consisteix en acceptar i tractar bé a tothom. Es compromet a tenir un sentiment positiu cap a l'altre.
3. Confiança: és la seguretat o esperança ferma que algú té d'un altre individu o d'alguna cosa.

### Drets humans

#### Cultura dels drets humans
La cultura dels drets humans, idea fomentada per la UNESCO des de la Conferència sobre Educació en Drets Humans i Democràcia (Montreal, 1993) és a hores d'ara objecte d'un gran consens internacional. Edificar una cultura universal dels Drets humans és un dels objectius capdavanters en la humanitat pel segle xxi. El concepte es manifesta, també, a la Declaració i Pla d'Acció de la Conferència Mundial dels Drets Humans (Viena, 1993), en el Pla d'Acció de les Nacions Unides per al Decenni de l'Educació en Drets Humans (1994) i en la Declaració i Pla d'Acció de la 44ena Conferència Internacional d'Educació (UNESCO, 1994).
La cultura dels drets humans sol·licita un paper central en la societat actual i próxima. Haurien de formar la trama sobre la qual han d'edificar-se les relacions internacionals. Això comporta en conseqüència una societat internacional en la qual el propòsit primordial és el respecte i la protecció de la dignitat humana.
Una cultura universal dels drets humans hauria de centrar-se en tres idees: estat de dret, comprensió internacional i solidaritat.

#### L'educació en drets humans
L'educació en drets humans es treballa amb programes i activitats educatives que s'orienten en la promoció de la igualtat i la dignitat humana, agrupades amb d'altres programes que promouen l'aprenentatge intercultural la participació i l'apoderament.
Els objectius de l'educació en drets humans són:
- Enfortir el respecte pels drets humans i les llibertats.
- Donar valor a la dignitat humana i desenvolupar el respecte per un mateix i per les altres persones.
- Desenvolupar actituds i comportaments que condueixen al respecte dels drets de les altres persones.
- Promoure el respecte, la comprensió i l'apreciació de la diversitat, i en concret, cap a diferents minories i comunitats nacionals, ètniques, religioses, lingüístiques...
- Assegurar una autèntica igualtat de gènere i igualtat d'oportunitats per a dones i homes en tots els camps.

L'estructura democràtica fa protagonista cada individu i 'apodera per pensar i interpretar de manera autònoma. Per tal que l'educació en drets humans sigui efectiva, ha de oferir a l'infant un context que l'acompanyi i on els drets de cadascun d'ells siguin respectats.
Les metodologies que s'esmentaran a continuació s'utilitzen en una àmplia varietat de contextos educatius, tant formals com no formals, amb un nombre il·limitat de temes.
Són les següents:
- Respecte per l'experiència de l'infant i reconeixement d'una varietat de punts de vista.
- Promoció de l'enriquiment personal, l'autoestima i el respecte per l'infant.
- Capacitació dels infants perquè determinin què és el que volen saber i busquin informació de forma autònoma.
- Implicació activa de tots els infants en el seu propi aprenentatge.
- Creació de contextos d'aprenentatge no jeràrquics, democràtics i cooperatius.[8]

#### Activitats per promoure els drets humans
Per promoure els drets humans juntament amb l'educació per la pau, podem fer unes determinades activitats en l'àmbit escolar per tal d'afavorir uns valors solidaris.
- La primera activitat és per reflexionar i consisteix en escriure en una cartolina cinc necessitats bàsiques per als humans. Quan els alumnes hagin escrit les activitats, es posaran en comú en la pissarra o a la paret. Normalment, les més repetides coincideixen amb els drets més bàsics. És una activitat que convida a la reflexió.
- La segona activitat que es pot realitzar consisteix en escriure en diferents targetes un seguit de frases. Cada targeta contindrà una frase relacionada amb els drets humans segons a allò individual, familiar o comunitari. Finalment, els alumnes hauran de relacionar cada targeta amb el tema de què tracti (individual, familiar o comunitari).
- La següent activitat consisteix a fer teatre. Cada nen o conjunt de nens representaran una violació d'un dret determinat. La resta d'alumnes hauran d'endevinar quin dret s'està vulnerant. Aquesta activitat ajuda a reconèixer quan es vulnera un dret bàsic.
- Una altra activitat pot consistir en fer un debat. Després de tractar els drets humans, es pot fer un debat dialogant sobre quins drets humans s'estan vulnerant en països subdesenvolupats o en països en guerra.
- Havent treballat el drets humans, se'n poden fer uns deu per la classe. Els alumnes hauran de debatre i votar quins són els drets més indispensables per la seva classe.[9]
- Una altra activitat pot consistir en agafar un mapa mundial i assenyalar tots aquells països que no es compleixen els drets humans: els que viuen en guerra, els que no són lliures, els que no tenen educació, els que no tenen aliments i sanitat, els que no tenen un tracte digne i els que no tenen un habitatge. Quan els alumnes hagin realitzat l'activitat, veuran que en moltíssims llocs del món no es respecten els drets bàsics de les persones. Aquesta activitat potser és bastant "dura" encara que ajuda a conscienciar als alumnes la gran vulneració dels drets humans que hi ha al món.[10]
- Tanmateix, hi ha molta diversitat de recursos visuals i tecnològics (vídeos, pel·lícules, fotografies...) que poden ser d'una gran ajuda a l'hora de treballar els drets humans. Es pot agafar qualsevol tipus de recurs visual o tecnològic i a partir d'aquest, es poden realitzar una sèrie de conclusions. Per exemple, després de mirar una pel·lícula que tracti algun o alguns valors dels drets humans, es pot fer una activitat llarga de debat i reflexió.

## L'Educació per a la pau en l'àmbit internacional

### L'ONU (Organització de les Nacions Unides)
La ONU és una organització internacional que funciona com la més alta autoritat entre les nacions que la integren. Es podria definir com una associació de govern global en la qual fa més amena la cooperació en tòpics com: la seguretat internacional, la pau i el dret internacional, així com el desenvolupament social i econòmic, els drets humans i els assumptes humanitaris.
Les Nacions Unides van néixer oficialment el 24 d'octubre de 1945, on a posteriori la majoria dels 51 Estats membres signataris del document funcional de l'Organització, la Carta de l'ONU, la ratifiquessin. Actualment, 193 estats són membres de les Nacions Unides, que son representats en l'òrgan deliberant, la Assemblea General.
Com s'ha dit amb anterioritat, la ONU està formada per 193 estats membres i alguns membres no-estatals que participen com observadors, com són Palestina i la Santa Seu.

#### Objectius
Els objectius de la ONU van ser presentats com els Objectius del desenvolupament del Mil·lenni i estan compresos per vuits objectius de desenvolupament humà dels quals van ser ideats i estipulats en l'any 2000.
Els objectius plantejats van ser:
1. Extirpar tant la pobresa extrema com la fam
2. Complir amb l'ensenyança primària universal
3. Fomentar la igualtat de gènere i l'autonsuficiència de la dona
4. Minimitzar la taxa de mortalitat d'infants
5. Augmentar la qualitat de salut materna
6. Lluitar contra el SIDA, la malària i altres malalties.
7. Garantitzar l'autosustentabilitat del medi ambient
8. Promoure una associació mundial pel desenvolupament

#### Funcions de la ONU
- Sustentació de la Pau: las Forces de la Pau de les Nacions Unides són assignats als llocs on han succeït recentment guerres o un conflicte armat i d'aquesta manera fer complir els acords de pau i persuadir als combatents de no reprendre el conflicte.
- Esdeveniments Internacionals: l'objectiu i el propòsit de les celebracions de la ONU és contribuir de manera global al compliment dels objectius anteriorment explicats, conscienciar a les persones sobre tòpics socials, polítics, humanitaris, culturals o relacionats amb els drets de l'home.
- Drets humans: promoure el respecte universal als drets humans i també a les llibertats primordials, per això la ONU conta amb set organismes disposats a la Carta Internacional dels Drets Humans.
- Assistència Humanitaria: l'organització treballant de forma conjunta amb CICR (Comitè internacional de la Creu Roja) i altres organismes proporciona aigua potable, menjar, refugi i altres serveis humanitaris a les regions que ho necessitin per raons de conflictes bèlics o desastres naturals.
- Control d'armes: l'objectiu principal és fer valer la prohibició d'assajos nuclears i també d'armas químiques i eliminar i combatre el tràfic il·legal d'armes i d'aquesta manera assegurar el manteniment de la seguretat universal.[12]

### La UNESCO
La UNESCO és l'organització de les Nacions Unides per a l'Educació, la Ciència i la Cultura i va néixer el 16 de novembre de 1945. El seu objectiu és edificar la pau en la ment de les persones mitjançant l'educació, la cultura, les ciències naturals i socials i la comunicació. L'ítem central de la seva actuació és la defensa dels drets humans i dels drets dels pobles i cultures.
La UNESCO treballa per a produir situacions favorables al diàleg entre civilitzacions, cultures i pobles i per a què aquest mateix es fonamenti pels valors comuns.

Bandera de la UNESCO

Segons la UNESCO,el món fa una crida de forma urgent a canvis i a noves perspectives que permetin assolir un desenvolupament sostenible que respecti els drets humans i permetin vèncer la pobresa. Això és el que constitueix el punt capdavanter de la missió i de les activitats de la UNESCO.

#### Patrimoni Mundial de la Humanitat
La protecció del patrimoni cultural és una de les actuacions més valuoses de la UNESCO. El reconeixement com a Patrimoni Mundial de la Humanitat per part de la UNESCO és una forma de promoció i protecció dels elements culturals a escala internacional. Solament els considerats de valor excepcional adquireixen aquesta distinció, ja que posseeixen una riquesa que es capaç de traspassar fronteres i arribar a ser de gran importància a nivell mundial.
Uns dels premis més importants guardonats per la UNESCO en els àmbits de ciència, cultura, educació i pau són els següents:
- Premi Félix Houphouët-Boigny: en honor dels individus vius i institucions que han contribuït significativament a buscar, promoure i protegir la pau en conformitat amb la Carta de les Nacions Unides.
- Premi UNESCO Confucius: alfabetització
- Medalla UNESCO Mozart: contribució a la pau al món mitjançant la música i les arts.

Pel que fa a Catalunya, hi han una gran selecció d'elements culturals, tant materials com immaterials, que han tingut la sort de rebre aquest reconeixement per part de la UNESCO. Moltes de les seleccions han sigut d'Art Rupestre, arquitectura gaudiniana, la Patum de Berga i fins i tot la dieta mediterrània.
Unes de les més importants que van rebre la preuada distinció van ser:
- Tàrraco Romana: l'any 200 la UNESCO va declarar el conjunt arqueològic de Tàrraco (Tarragona) Patrimoni Mundial de la Humanitat.
- Vall de Boí: el conjunt d'esglésies romàniques de la Vall de Boí va ser declarat a l'any 2000 Patrimoni de la Humanitat.
- Els castells: Des del 2010 els castells són Patrimoni de la Humanitat.[14]

## Persones que han recolzat una educació per la pau
Hi han hagut un seguit de persones al llarg de la història que han relacionat la pau amb l'educació:
- Nelson Mandela: fou un polític que lluità contra el racisme a Sud-àfrica. Ell creia que amb la manera amb què es tractava als nens, es podia veure com era el tipus de societat en què vivien. A més, veia l'educació com una eina clau per poder canviar el món.
- Malala: quan tenia deu anys, uns extremistes del seu país (Pakistan) van tancar les escoles de les nenes. Ella hi seguia anant però un dia van pujar uns extremistes al autobús i la van disparar. Ella va sobreviure i dos anys després va ser la persona més jove en rebre el nobel de la pau. ell creia que la millor manera per combatre el terrorisme era mitjançant l'educació. També digué que l'educació ha de ser un dret bàsic per tothom i que gràcies a l'educació, podem canviar el món.
- Papa Francesc: és un dels grans crítics de les desigualtats socials. Empeny als joves a mirar endavant i a construir un futur millor lligat amb la pau.
- Gandhi: va ser un dels grans buscadors de la pau i s'oposà a les desigualtats socials. Veu en els nens, el focus principal de trobar una pau universal per tot el món.[15]

## Estudis de l'educació per la pau
Encara que no s'han dut a la pràctica molts estudis de l'educació per la pau, es poden arribar a unes conclusions que detallarem tot seguit. Uns 42 estudis del 1996-2016 conclouen que l'educació té un efecte pacificador general, és a dir, com més educació per la pau hi hagi, hi hauran menys guerres. Tanmateix, aquesta conclusió és qüestionada, ja que hi han terroristes i genocides amb estudis. La relació entre educació i violència és molt complexa i s'ha de tenir en compte els factors que implica el context polític i social. L'educació científica és un dret humà, i és que el testimoni d'una dona ens relata que ella (científica) i un conjunt de científics van fer accessible l'educació de la química a l'Orient Mitjà. Veien l'educació química com a pont d'arribar a la pau, és a dir, que a través de l'educació s'arriba al pacifisme.A la universitat de València, es va crear un projecte en el qual promovia l'educació per la pau mitjançant activitats solidàries. Com en altres casos, es va arribar a la conclusió que si hi ha una educació per la pau, es construeix una cultura pacífica i cívica. Tanmateix, uns estudis de la Universitat Autònoma d'Hondures, conclouen que la verdadera mesura eficaç per acabar amb la violència del país és aplicar determinades mesures polítiques. Ja en els pitjors dels casos, després de la guerra dels Balcans, s'ha utilitzat l'educació no tan sols per la pau, sinó per fer front al feixisme.Finalment, en determinades universitats d'Àfrica, van concloure que l'educació per la pau és un mitjà per arribar al pacifisme i combatre les desigualtats socials.

## Materials per treballar l'educació per la pau
Hi han una sèrie de llibres que poden ser treballats en l'àmbit escolar per tal de promoure i treballar valors com la pau:
- La conferència dels animals d'Erich Kastner. Ens aquest conte infantil ens explica que els animals i els nens fan una reunió per posar pau al món després de les Guerres Mundials, ja que els governants no es posaven d'acord.
- Un bon costum de David Paloma. Ens explica la història d'un nen que vol parar una guerra. Un dia decideix anar al camp de batalla amb dos mocadors i el dit alçat. Aquest conte fa veure que a través del diàleg i la paraula es pot fer front a la guerra.
- ¡Targeta vermella a la violència! de Virnie Lou. El llibre porta a reflexionar sobre la resolució d'un clima de violència en un classe d'adolescents. Veu la violència com una amenaça a aprendre.
- Gandhi: Em dic Gandhi, amb mi nasqué el pacifisme de Lara Toro i Mariona Cabassa. Ens explica la vida de Gandhi: un home que va dedicar tota la seva vida a demostrar que la violència és la pitjor manera per combatre les desigualtats socials.
- Sentir els colors de María Carmen de la Bandera. Un llibre que es pot treballar amb adolescents que tracta sobre un noi que es diu Quique. Aquest noi és molt aficionat al seu equip de futbol i els ultres el volen recaptar. Quique haurà de decidir si tot val per defensar al seu equip, explícitament la violència.
- Quan sigui gran vull ser el premi Nobel de la Pau de Isabel Pin. Ens explica la història d'un nen que vol ser premi Nobel de la pau però veurà totes les dificultats que suposa.
- Ni un àngel a la vista de Heidi Hassenmuller. Ens explica que una noia d'un institut anomenada Merel, durant les vacances d'estiu, desenvolupa una malaltia a la pell. Quan torna a classe no para de patir atacs, burles i el rebuig dels companys. És una reflexió sobre el rebuig de certs alumnes en les escoles i en les responsabilitats dels professors.
- Vermell o perquè el bullying no és divertit de Jan Kinder. És una història que li fan "bullying" al Tomás i explica que els nens no són suficientment forts per combatre'l.
- Magdalenes amb problemes d'Ana Bergua i Carme Sala. Pablo és un nen que pateix "bullying" i que no sap com afrontar-ho. Potser troba la resposta darrere d'una recepta de Magdalenes.
- L'educació per la pau reconfigurada. La perspectiva de les víctimes de Xabier Exeberria. És un llibre que parla sobre l'educació per la pau: els referents ètics, els objectius que persegueix, i els models pedagògics utilitzats.
- Educar per desaprendre la violència de l'editorial Catarata. Aquest llibre es divideix en dues parts. A la primera part, "davant la guerra i la violència, construïm la pau", explica sobre el perquè de les guerres i com es fonamenten. A la segona part, "sobre la violència en els mitjans de comunicació: una educació necessària", mostra el gran poder dels mitjans de comunicació per promoure la violència.
- L'abc de la pau i els conflictes de Paul Lederach. Ajuda als estudiants i als professors a entendre conceptes com la guerra o el conflicte i a com poder fer els canvis per combatre-ho.[22]